# Herbert James Willing
Pour les articles homonymes, voir Willing.
Herbert James Willing, né le 16 août 1878 à Rotterdam et mort le 15 septembre 1943, est un arbitre de football des Pays-Bas des années 1900 et 1910. Il est international dès 1906.  

## Carrière
Il officie dans une compétition majeure : 
- Jeux olympiques 1912 (4 matchs)